# Kırkpınar, Dicle
Kırkpınar là một xã thuộc huyện Dicle, tỉnh Diyarbakır, Thổ Nhĩ Kỳ.